# Scoringa
Scoringa ist die in der Origo Gentis Langobardorum (lat.: Ursprung des Geschlechts der Langobarden) sowie in der Historia Langobardorum (lat.: Geschichte der Langobarden) beschriebene, erste mythologische Station der Langobarden nach ihrer (ebenfalls mythologischen) Abwanderung aus Skandinavien auf ihrem Jahrhunderte währenden Zug nach Italien.

## Geschichte
Die Stammessage beschreibt, dass die Langobarden bei der Landnahme in Konflikt mit den Wandalen gerieten, die sie aber besiegen konnten. Da es sich um eine auf Mythen basierende Beschreibung handelt, kann keine Zeitangabe zur Besiedlung oder Eroberung Scoringas gemacht werden; angenommen wird von der heutigen Wissenschaft aber ein Zeitrahmen während des 1. vorchristlichen Jahrhunderts.

### Vermutliche Lage
Die geographische Lage Scoringas ist historisch gesichert nicht zu bestimmen. Das von Paulus Diaconus in seiner im späten 8. Jahrhundert verfassten Historia gentis Langobardorum beschriebene Scoringa wird allerdings häufig mit „Uferland“ oder „Land am Meer, an der See“ übersetzt. Der Historiker Jörg Jarnut hält es für überzeugender, den Ursprung des Namens Scoringa auf das althochdeutsche Wort „scorro“ zurückzuführen, das etwa „Fels“ oder „Klippe“ bedeutet.
Jörg Jarnut vertritt daher die These, dass unter Scoringa die südlich von Skandinavien gelegene Insel Rügen mit ihren steilen, von Kreidefelsen geprägten Küsten zu verstehen ist.